# Reynaldo Gonda Evangelista

Wappen von Reynaldo Evangelista

Reynaldo Gonda Evangelista (* 8. Mai 1960 in Mabini, Provinz Batangas, Philippinen) ist Bischof von Imus.

## Leben
Reynaldo Gonda Evangelista empfing am 19. Juni 1986 das Sakrament der Priesterweihe für das Erzbistum Lipa.
Am 11. Dezember 2004 ernannte ihn Papst Johannes Paul II. zum Bischof von Boac. Der Apostolische Nuntius auf den Philippinen, Erzbischof Antonio Franco, spendete ihm am 26. Januar desselben Jahres die Bischofsweihe; Mitkonsekratoren waren der Erzbischof von Lipa, Ramón Cabrera Argüelles, und der emeritierte Weihbischof in Lipa, Salvador Quizon. Die Amtseinführung erfolgte am 22. Februar 2005. Am 8. April 2013 ernannte ihn Papst Franziskus zum Bischof von Imus.